# Healy (Familienname)
Healy ist ein Familienname aus dem englischen Sprachraum.

## Herkunft und Bedeutung
Healy ist die anglisierte Form einer der folgenden irischen Nachnamen: Ó hÉalaighthe bzw. Ó hEaladhaigh aus der Provinz Munster oder Ó hÉilidhe aus der Provinz Connacht mit der Bedeutung „Nachfahr des Ealadhach“ („des Wissenschaftlers“).

## Varianten
- Healey, O’Healy, O’Healey

## Namensträger
- Alyssa Healy (* 1990), australische Cricketspielerin
- Anna Healy, Baroness Healy of Primrose Hill (* 1955), britische Politikerin (Labour Party)
- Ben Healy (* 2000), irischer Radsportler
- Bernadine Healy (1944–2011), US-amerikanische Medizinerin
- Brendan Healy (Komiker) (1956–2016), britischer Komiker, Musiker und Schauspieler
- Cahir Healy (1877–1970), irischer Politiker
- Cecil Healy (1881–1918), australischer Schwimmer
- Charles Healy (* 1883; † unbekannt), US-amerikanischer Wasserballspieler
- Cian Healy (* 1987), irischer Rugby-Union-Spieler
- Colin Healy (* 1980), irischer Fußballspieler
- Dan Healy, US-amerikanischer Toningenieur und Musiker
- Danny Healy-Rae (* 1954), irischer Politiker
- David Healy (Schauspieler) (1929–1995), US-amerikanischer Schauspieler
- David Healy (Astronom) (1936–2011), US-amerikanischer Astronom
- David Healy (Fußballspieler) (* 1979), nordirischer Fußballspieler
- Dermot Healy (1947–2014), irischer Dichter, Schriftsteller und Dramatiker
- Don Healy (* 1936), US-amerikanischer American-Football-Spieler
- Eloise Klein Healy (* 1943), US-amerikanische Dichterin und Schriftstellerin
- Felix Healy (* 1955), nordirischer Fußballspieler und -trainer
- Fidelma Healy Eames, irische Politikerin
- Fran Healy (Francis Healy; * 1973), schottischer Sänger, Mitglied von Travis
- George Peter Alexander Healy (1813–1894), US-amerikanischer Maler
- Gerry Healy (1913–1989), britischer Trotzkist
- Glenn Healy (* 1962), kanadischer Eishockeytorwart, -funktionär und Sportjournalist
- Gus Healy (1904–1987), irischer Politiker
- Ian Healy (* 1964), australischer Cricketspieler
- Jackie Healy-Rae (1931–2014), irischer Politiker, Abgeordneter im irischen Parlament
- James Augustine Healy (1830–1900), US-amerikanischer Geistlicher, Bischof von Portland
- Janet Healy, US-amerikanische Filmproduzentin
- Jeremiah Healy (1948–2014), US-amerikanischer Schriftsteller
- Jerramiah Healy (* 1950), US-amerikanischer Politiker
- Joan Healy (* 1992), irische Leichtathletin
- John Healy (Politiker, 1894) (1894–1970), australischer Politiker
- John Healy (Filmproduzent) (1911–1986), US-amerikanischer Filmproduzent
- John Healy (Politiker, II) († 1995), irischer Politiker
- John F. Healy (1926–2012), britischer Klassischer Philologe
- John P. Healy (* um 1967), Generalleutnant der US Air Force
- Joseph Healy (Politiker, 1776) (1776–1861), US-amerikanischer Politiker
- Joseph Healy (Politiker, II), britischer Politiker (Left Unity)
- Kilian J. Healy (1912–2003), US-amerikanischer Karmelit und Generalprior
- Luke Healy (* 1973), britischer Schauspieler und Produzent
- Mary Healy (Zoologin) (1953–2014), US-amerikanische Zoologin und Zoodirektorin
- Mary Healy (Schauspielerin) (1918–2015), US-amerikanische Schauspielerin
- Mary Healy (Religionswissenschaftlerin), US-amerikanische Religionswissenschaftlerin und Autorin
- Matt Healy (Schauspieler) (* 1970), schottischer Schauspieler
- Matt Healy (Rugbyspieler) (* 1989), irischer Rugby-Union-Spieler
- Matt Healy (Fußballspieler) (* 2002), irischer Fußballspieler
- Michael Healy (Glasmaler) (1873–1941), irischer Glasmaler
- Michael Healy (Statistiker) (1923–2016), britischer Statistiker
- Michael Healy (Politiker) (* 1964), australischer Politiker
- Michael Healy (Unternehmer) (* 1962 oder 1963–2024), nicaraguanischer Unternehmer und Oppositioneller
- Michael Healy-Rae (* 1967), irischer Politiker
- Michael A. Healy (1839–1904), US-amerikanischer Seeoffizier
- Ned R. Healy (1905–1977), US-amerikanischer Politiker
- Pamela Healy (* 1963), US-amerikanische Seglerin
- Pat Healy (Radsportler) (* 1952), irischer Radrennfahrer
- Pat Healy (Schauspieler) (* 1971), US-amerikanischer Schauspieler
- Pat Healy (Mixed-Martial-Arts-Kämpfer) (* 1983), US-amerikanischer Mixed-Martial-Arts-Kämpfer
- Phil Healy (* 1994), irische Leichtathletin
- Sarah Healy (* 2001), irische Leichtathletin
- Séamus Healy (* 1950), irischer Politiker
- Shay Healy (1943–2021), irischer Songwriter, Komponist und Fernsehmoderator
- Ted Healy (1896–1937), US-amerikanischer Komiker, Schauspieler und Drehbuchautor
- Terry Healy (* 1981), australischer Politiker
- Thomas Healy (Politiker) (1894–1957), kanadischer Politiker
- Thomas Healy (Baseballspieler) (1895–1974), US-amerikanischer Baseballspieler
- Thomas F. Healy (1931–2004), US-amerikanischer Generalleutnant
- Tim Healy (* 1952), britischer Schauspieler und Synchronsprecher
- Timothy Michael Healy (1855–1931), irischer Politiker